# Droga krajowa nr 47 (Polska)
Droga krajowa nr 47 (DK47) – droga krajowa klasy GP przebiegająca przez województwo małopolskie, o długości ok. 40 km. Łączy Rabkę-Zdrój z Zakopanem. Jest fragmentem tzw. Zakopianki, przez co jest trasą uczęszczaną przez turystów odwiedzających Tatry.

## Opis
Przebiega południkowo, w większości przez region Podhala, swój bieg rozpoczynając jednak w Kotlinie Rabczańskiej. Wiedzie z Rabki-Zdroju, przez Chabówkę, Klikuszową, Nowy Targ, Szaflary, Biały Dunajec, Poronin, do Zakopanego. Przebieg drogi jest zbliżony do linii kolejowej nr 99. Z drogi widać wysokogórskie hale, a w tle także niektóre szczyty Tatr.
W okolicach Chabówki oraz Nowego Targu droga ma na krótkich odcinkach dwa pasy ruchu w każdą stronę. Dzięki prowadzonym inwestycjom dwie jezdnie będzie posiadać na całym odcinku Rabka Zdrój – Nowy Targ. Na odcinku Nowy Targ – Zakopane, wbrew wcześniejszym planom i koncepcjom, dwóch jezdni nie przewiduje się.
Drogę charakteryzuje obecność wielu zakrętów oraz wzniesień, przez co jest ona uważana za niebezpieczną. Profil drogi sezonowo powoduje powstawanie zatorów drogowych. Jej fragment w pobliżu Rabki-Zdroju popularnie nazywany jest „Patelniami”. Jest to kręty odcinek, na którym dochodzi do wielu wypadków, w tym śmiertelnych. Jest on popularnym wśród motocyklistów miejscem, gdzie pozwalają sobie na brawurową jazdę.

## Historia
10 grudnia 1920 obecna droga krajowa nr 47 otrzymała w drodze ustawy miano drogi państwowej nr 1 wraz z całą trasą Warszawa – Zakopane. W latach 1931–1939 miała miejsce przebudowa tej trasy. Modernizację przerwał wybuch II wojny światowej. Nie dokończono m.in. wznoszenia wiaduktu w Chabówce, co uczyniły władze okupacyjne. W latach 60. cała droga zyskała asfaltową nawierzchnię. W latach 70. powstała dwujezdniowa część na terenie Nowego Targu. 2 grudnia 1985 na mocy uchwały Rady Ministrów otrzymała nr 95, stając się częścią drogi Kraków – Zakopane. Na początku XXI wieku rozważano podniesienie odcinka Nowy Targ – Zakopane do parametrów drogi ekspresowej, co spotkało się ze sprzeciwem społecznym. W latach 2000–2002 zmodernizowano odcinek z Chabówki do Rdzawki. Wybudowano m.in. drugą jezdnię. Odpowiedzialna za wykonanie tego zadania była Skanska. W 2007 roku podpisano umowę na stworzenie koncepcji odcinka Rdzawka – Nowy Targ, a w 2018 roku na jego projekt i budowę. W 2016 roku rozpoczęła się realizacja łącznika między przyszłą drogą ekspresową S7 a Chabówką. W 2016 roku ruszyła również realizacja węzła w Poroninie, który został oddany do użytku w 2018 roku. W 2019 roku oddano do użytku odcinek z Chabówki do Zaborni. W czerwcu 2020 wojewoda małopolski wydał zezwolenie na realizację inwestycji drogowej dotyczące odcinka Rdzawka – Nowy Targ.

### Historia numeracji
Na przestrzeni lat trasa posiadała różne oznaczenia i klasyfikacje:

| Numer | Kategoria       | Przebieg                     | Lata obowiązywania |
| ----- | --------------- | ---------------------------- | ------------------ |
| 1     | Droga państwowa | Rabka – Nowy Targ – Zakopane | 1920 – ?           |
| 15    | Droga państwowa | Rabka – Nowy Targ – Zakopane | do 1985            |
| 95    | Droga krajowa   | Rabka – Nowy Targ – Zakopane | 1985–2000          |
| 47    | Droga krajowa   | Rabka – Nowy Targ – Zakopane | od 2000            |

## Inwestycje

### Odcinek Zabornia – Chabówka

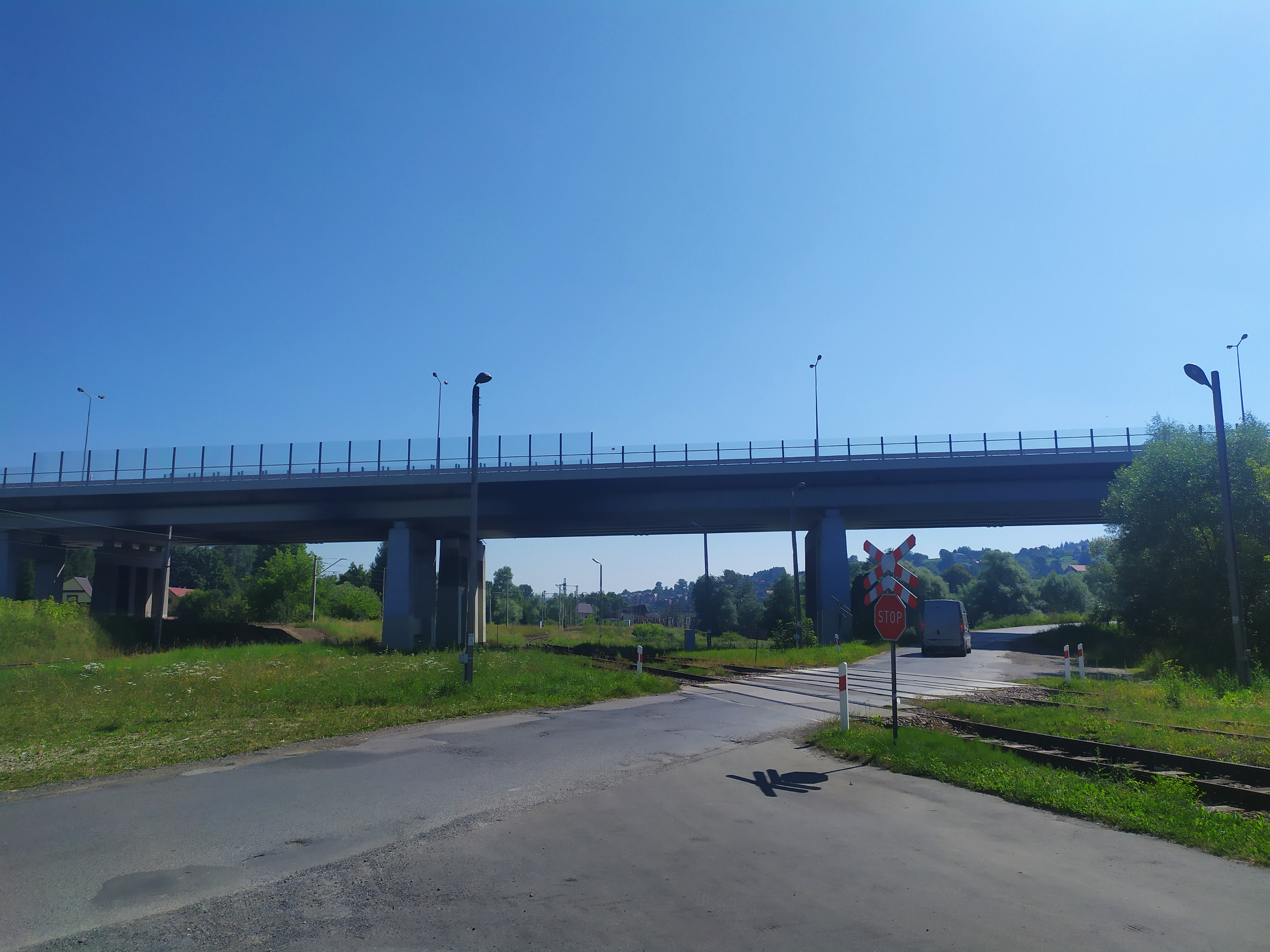
Wiadukt nad liniami kolejowymi nr 98 i 99 w Chabówce

31 marca 2016 podpisano kontrakt na realizację odcinka drogi ekspresowej S7 wraz z fragmentem drogi krajowej nr 47. Wykonawcą zostało włoskie Salini Impregilo, a wartość umowy wyniosła w sumie 615 milionów złotych. Przetarg trwał od 19 grudnia 2014. Sam nowy odcinek DK47 ma długość 870 metrów. Swój bieg zaczyna na węźle Zabornia, a kończy się przy powstałym wcześniej wiadukcie w Chabówce nad liniami kolejowymi relacji Sucha Beskidzka – Chabówka i Chabówka – Zakopane. Odcinek do użytku oddano w pełni 28 września 2019.

### Nowy przebieg Rdzawka – Nowy Targ
7 listopada 2017 Generalna Dyrekcja Dróg Krajowych i Autostrad ogłosiła przetarg w formule „projektuj i buduj” na zaprojektowanie i budowę nowego dwujezdniowego przebiegu drogi w klasie drogi głównej ruchu przyśpieszonego na szesnastokilometrowym odcinku z Rdzawki do Nowego Targu wraz z obwodnicą tej drugiej miejscowości. Do wybudowania zaplanowano cztery węzły drogowe (Obidowa, Klikuszowa, Nowy Targ Zachód, Nowy Targ Południe) oraz 22 obiektów inżynieryjnych. Składanie ofert było możliwe do 18 grudnia 2017. 13 lipca 2018 GDDKiA dokonała wyboru najkorzystniejszej oferty, która została złożona przez chiński Stecol Corporation. Po rozpatrzeniu odwołań Krajowa Izba Odwoławcza nakazała ponowny wybór wykonawcy. 19 września 2018 podpisano umowę z przedsiębiorstwem Intercor, które za realizację zaproponowało 880 milionów zł brutto. Oddanie inwestycji do użytku miało mieć miejsce w październiku 2023 roku. Ostatecznie nastąpiło to 30 sierpnia 2024.

### Węzeł „Poronin”
10 października 2016 podpisano umowę na realizację inwestycji polegającej na wybudowaniu dwupoziomowego węzła w miejscu skrzyżowania DK47 z drogą wojewódzką nr 961 w Poroninie. Inwestorem był Zarząd Dróg Wojewódzkich w Krakowie. Wykonawcą zostało konsorcjum przedsiębiorstw Banimex Sp. z o.o i Eurovia Polska S.A, a wartość kontraktu wyniosła 43,9 miliona złotych. W ramach inwestycji powstały m.in. rondo na „Zakopiance”, tunel o długości 36 metrów przebiegający pod nią w ciągu drogi wojewódzkiej i prowadzący do rampy wyjazdowej połączonej z rondem, wiadukt kolejowy w ciągu linii kolejowej Chabówka – Zakopane oraz mosty na Białym Dunajcu i Porońcu. Celem inwestycji było upłynnienie ruchu w kierunku Zakopanego, Nowego Targu, Bukowiny Tatrzańskiej i Zębu. Węzeł oddano w pełni do użytku 21 grudnia 2018.

## Dopuszczalny nacisk na oś
Na całej długości trasy dopuszczalny jest ruch pojazdów o nacisku pojedynczej osi do 10 ton.

## Ważniejsze miejscowości leżące na trasie DK47
- Rabka-Zdrój (S7, DK28)
- Chabówka
- Rdzawka – obwodnica
- Klikuszowa – obwodnica
- Nowy Targ (DK49) – obwodnica
- Szaflary
- Bańska Niżna
- Biały Dunajec
- Poronin
- Zakopane[2]